# Piper pseudodivulgatum
Piper pseudodivulgatum är en pepparväxtart som beskrevs av J.A. Steyermark. Piper pseudodivulgatum ingår i släktet Piper och familjen pepparväxter. Inga underarter finns listade i Catalogue of Life.